# 居初氏庭園

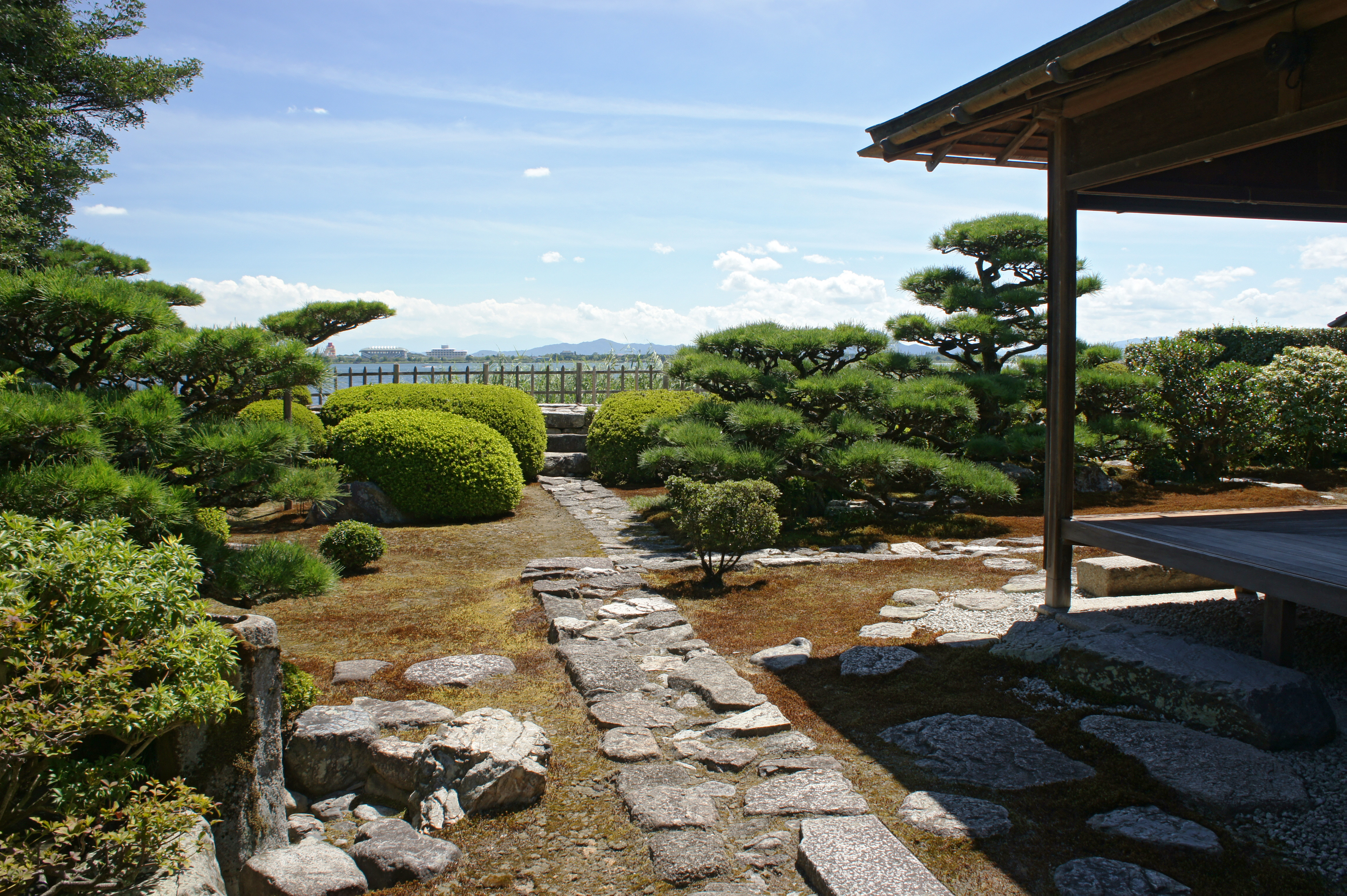
居初氏庭園

居初氏庭園（いそめしていえん）は滋賀県大津市堅田の琵琶湖畔にある日本庭園。園内にある書院「天然図画亭」（てんねんずえてい）から、天然図画亭庭園とも呼ばれる。国指定の名勝。

## 概要

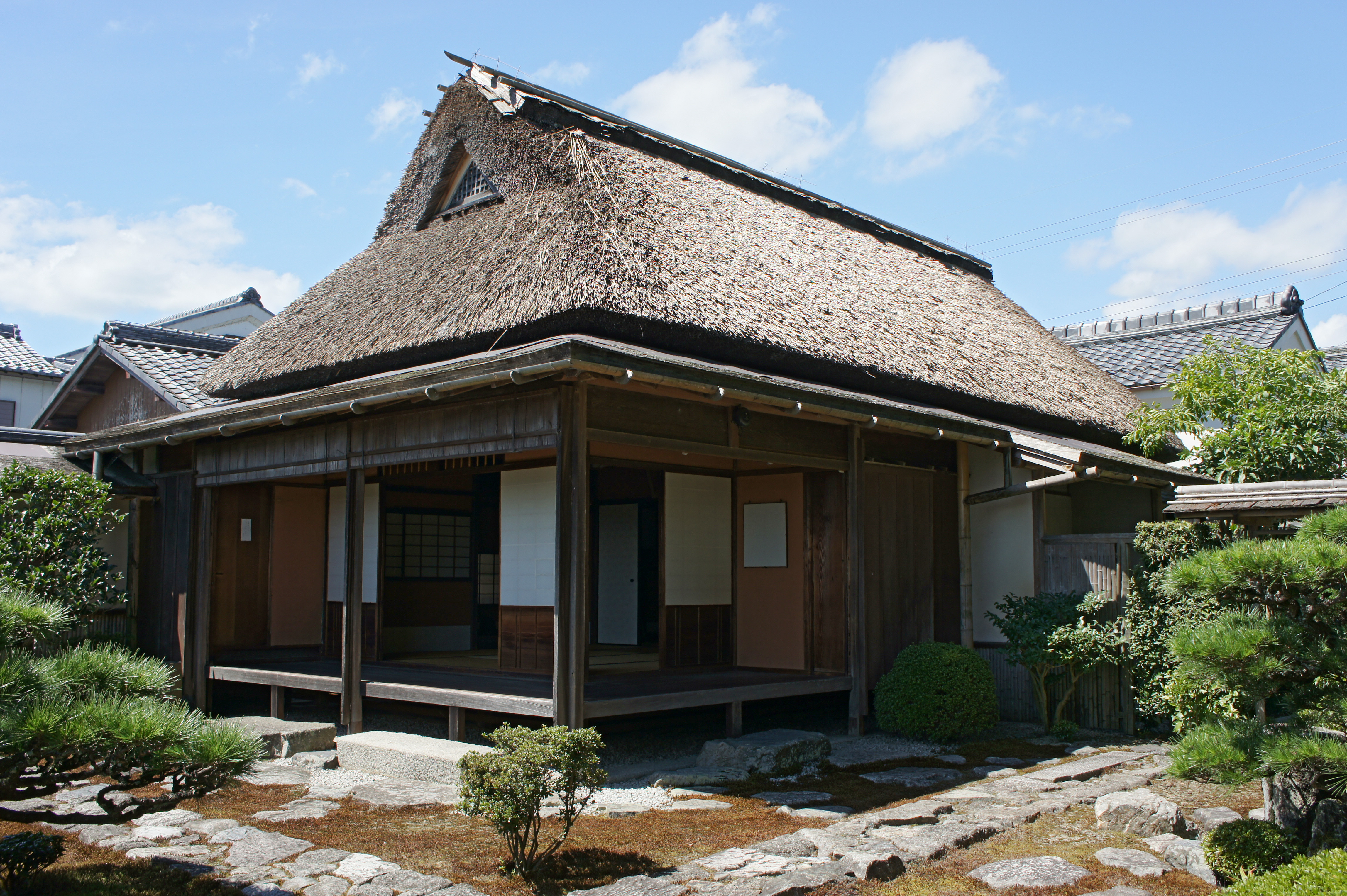
書院（北東から見る）

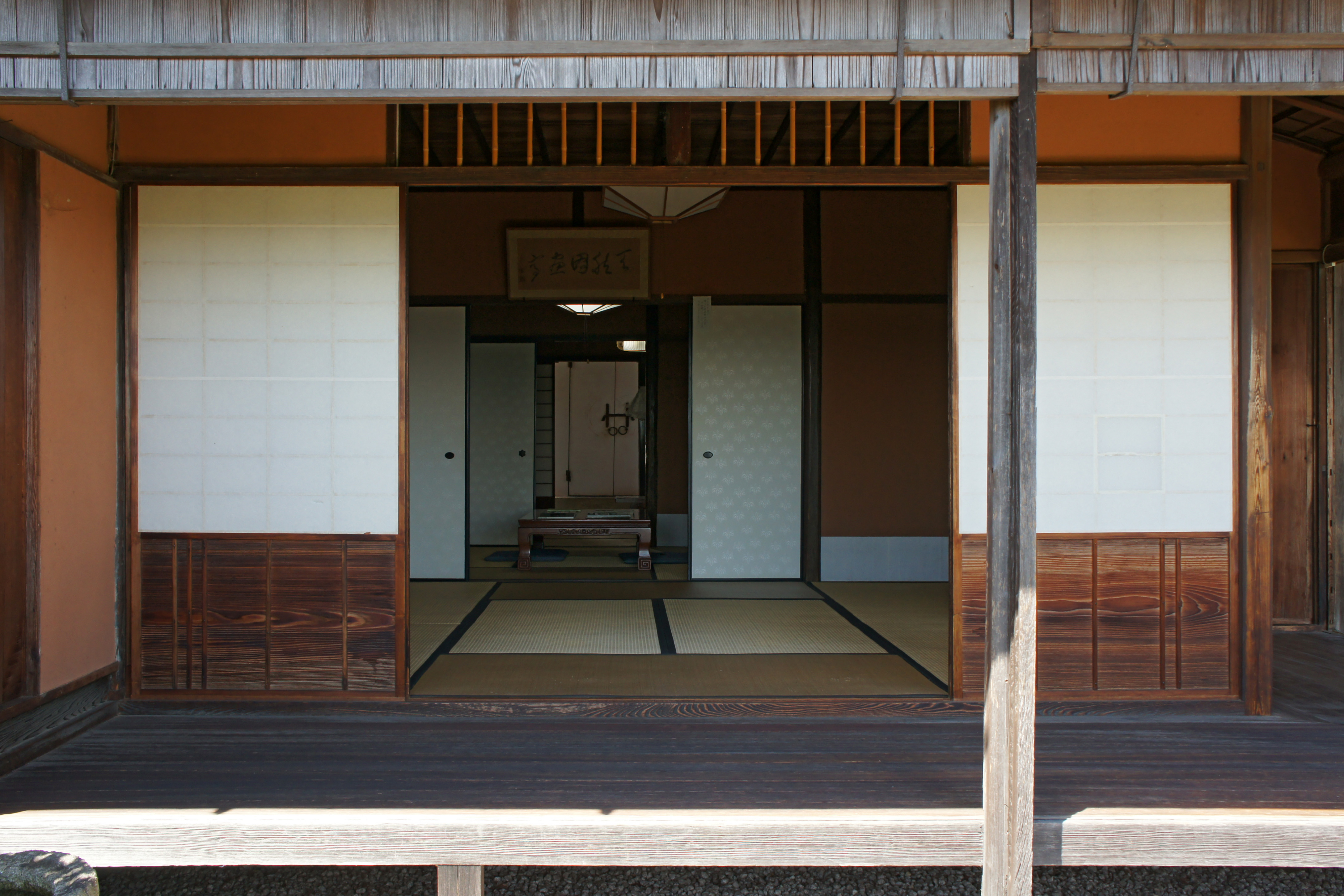
書院（東から八畳の座敷を見る）

琵琶湖の西岸に位置する堅田は古くから湖上交通の要衝であった。中世には堅田衆と呼ばれる自治組織がこの地を支配し、水上交通、漁業権、徴税などの湖上特権を有していた。当地は平安時代には下鴨社の御厨となっていたが、居初氏は同社の供御人の系譜を引く、当地の旧家である。12 - 13世紀には「三党」と呼ばれる居初、小月、刀禰（とね）の3家の地侍が存在し、中世末期に至るまで当地に勢力を持っていたが、豊臣秀吉の時代になり、秀吉が湖上の自由通行を認める交通政策をとったことから、堅田衆の勢力は一時衰退した。その後、元和年間（1615 - 1624年）になって、幕府へ請願の結果、居初家には舟運を取り仕切る権利が再び認められるようになり、船道郷士（ふなどうごうし）と呼ばれるようになった。
居初家は茶人などの文化人との交流があった。今に残る居初氏庭園と書院は、茶人藤村庸軒によって作られたものである。庸軒の天和元年（1681年）頃の詩「題居初氏茶店」が残ることから、庭園と書院はその頃までには作られていたことがわかる。作庭には庸軒の門人で堅田の郷士であった北村幽安もかかわっている。
居初家住宅は表通りの東側に面して建ち、敷地南側に主屋、北側には米蔵、文庫蔵のほか、主屋から廊下で繋がった数寄屋造の書院（茶座敷）があり、「天然図画亭」と称する。「天然図画亭」の命名は近江八幡の天台学僧慈周（六如上人）による。この書院の北から東にかけて庭園が広がる。庭園には延段（のべだん、自然石や切石を直線状に敷き並べた通路）をめぐらし、松、モッコク、ツツジなどを植栽し、東側は琵琶湖の湖面と対岸の三上山などの山並みを借景としている。
主屋は後世の改造が著しく、書院も創建以来数度にわたり改造を受けているが、修理時に往時の形式に復している。書院は入母屋造茅葺に杮葺の庇をめぐらし、北面から東面にかけて幅5尺の広い縁を設ける。北側に玄関を設け、その奥は「中の間」、玄関の右手（西）は手前が三畳大の仏間、奥が四畳半。「中の間」の左（東）が八畳（点前座を含め九畳）の主座敷で、点前座と炉を設けた茶室でもある。主座敷は北面を床の間と障子2枚、東面はすべて障子とし、これらの障子を開け放つと庭園の眺望が開ける。南側には一畳の点前座が張り出し、炉は向切、逆勝手とする。点前座の中柱と東側の壁との間に低い腰壁を設け、結界としている点が珍しい趣向である。

昭和56年（1981年）6月11日に国の名勝に指定された。

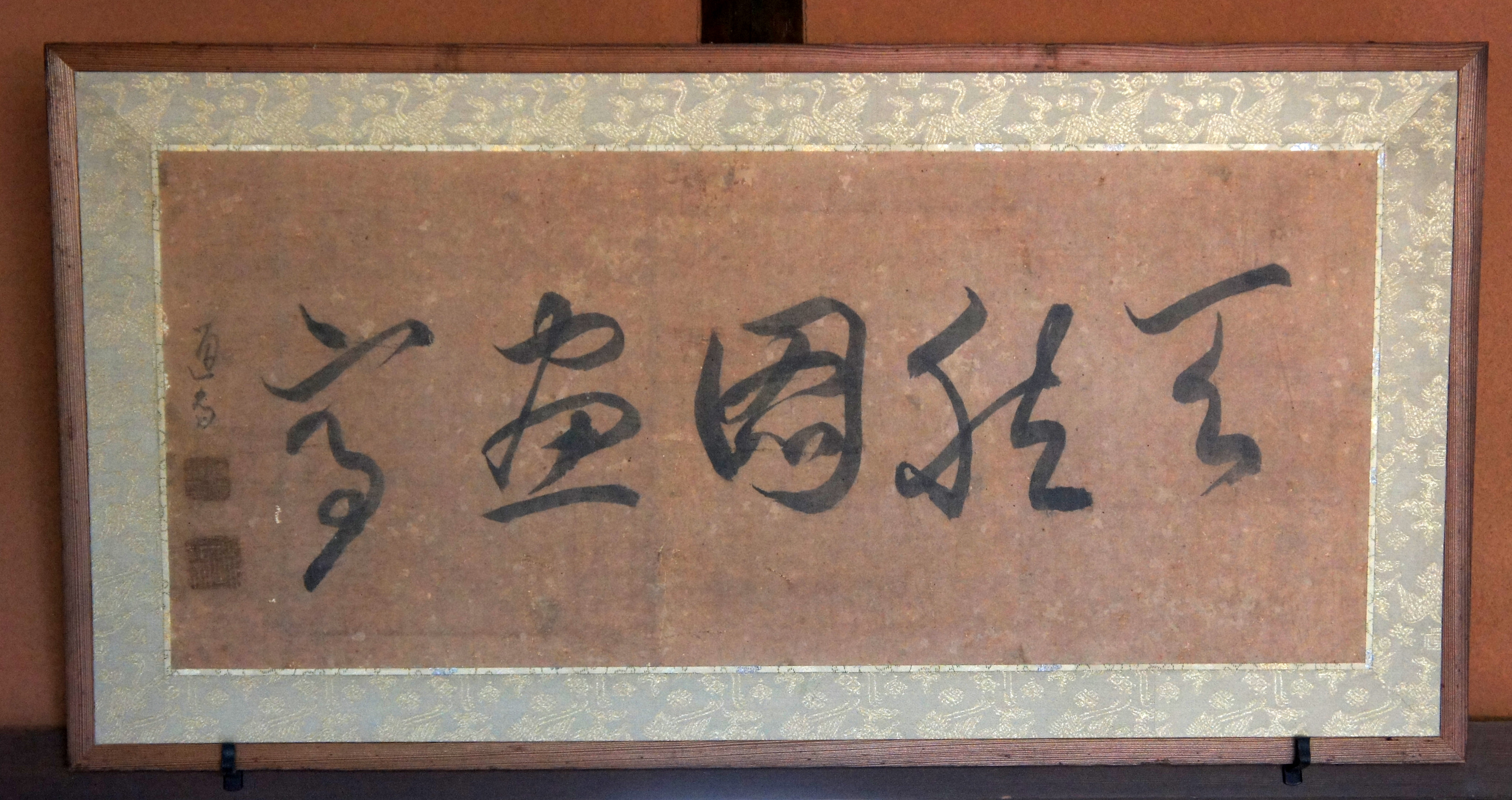
久我通明直筆の扁額
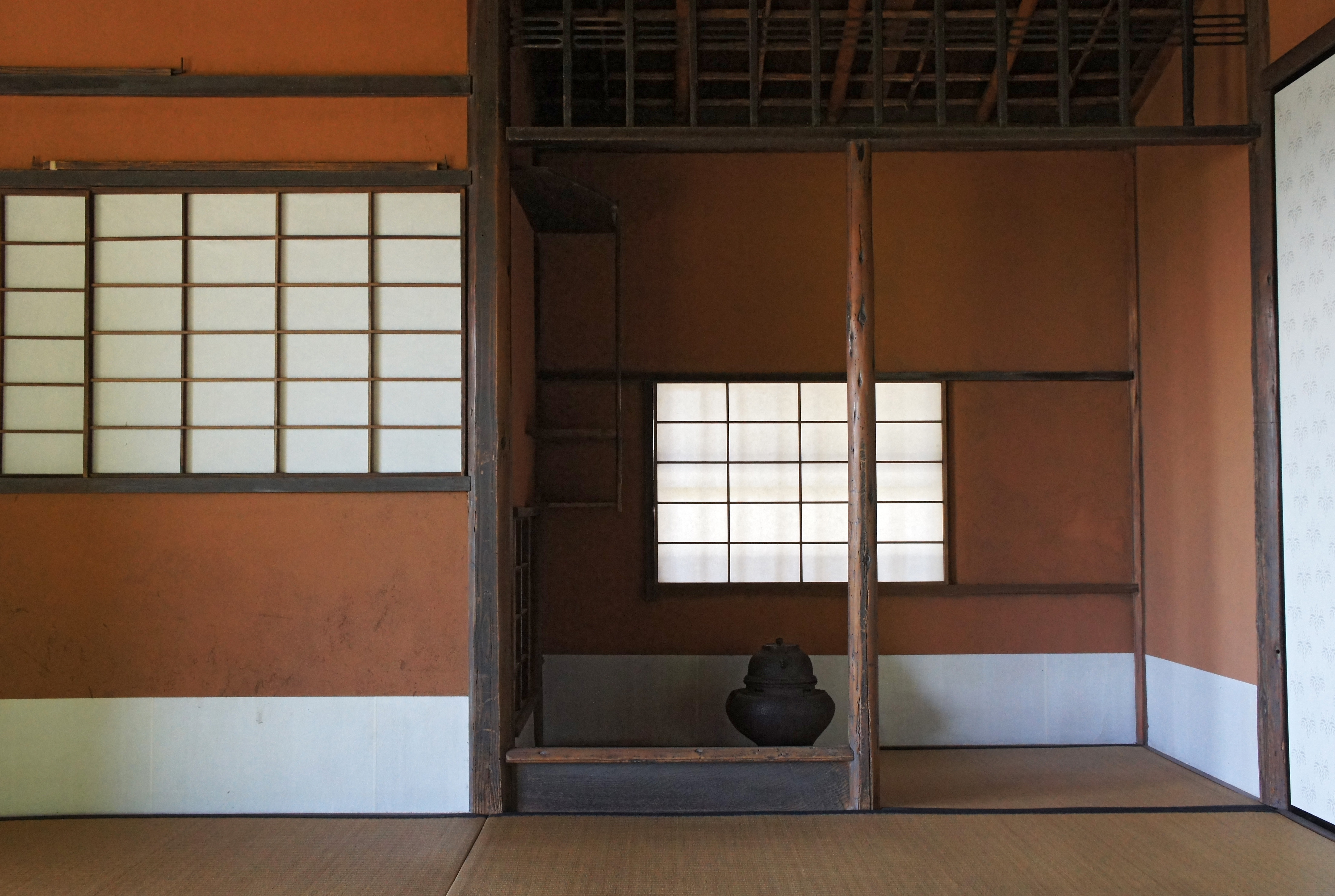
八畳座敷（茶室）の点前座
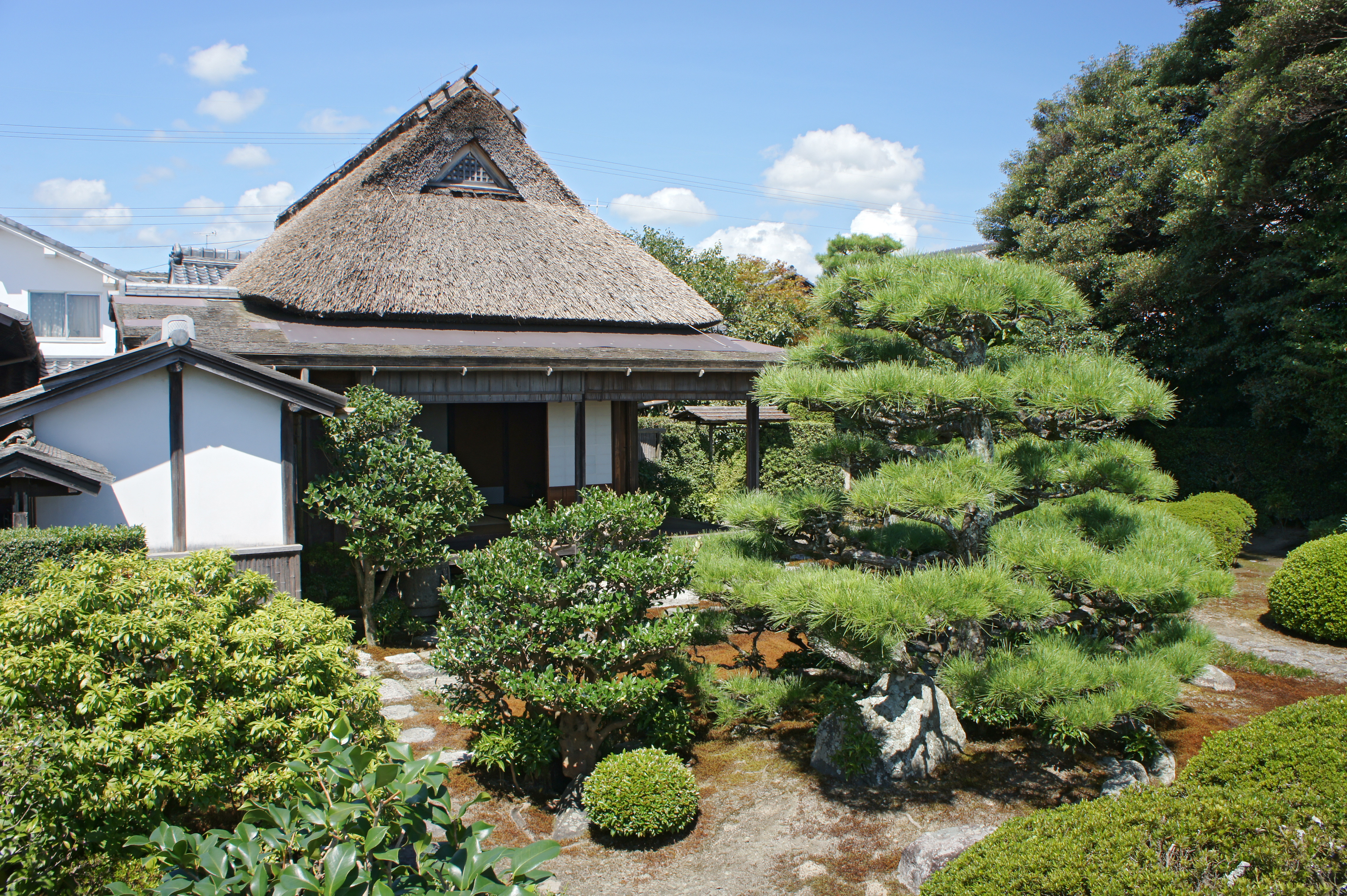
書院外観（東から見る）
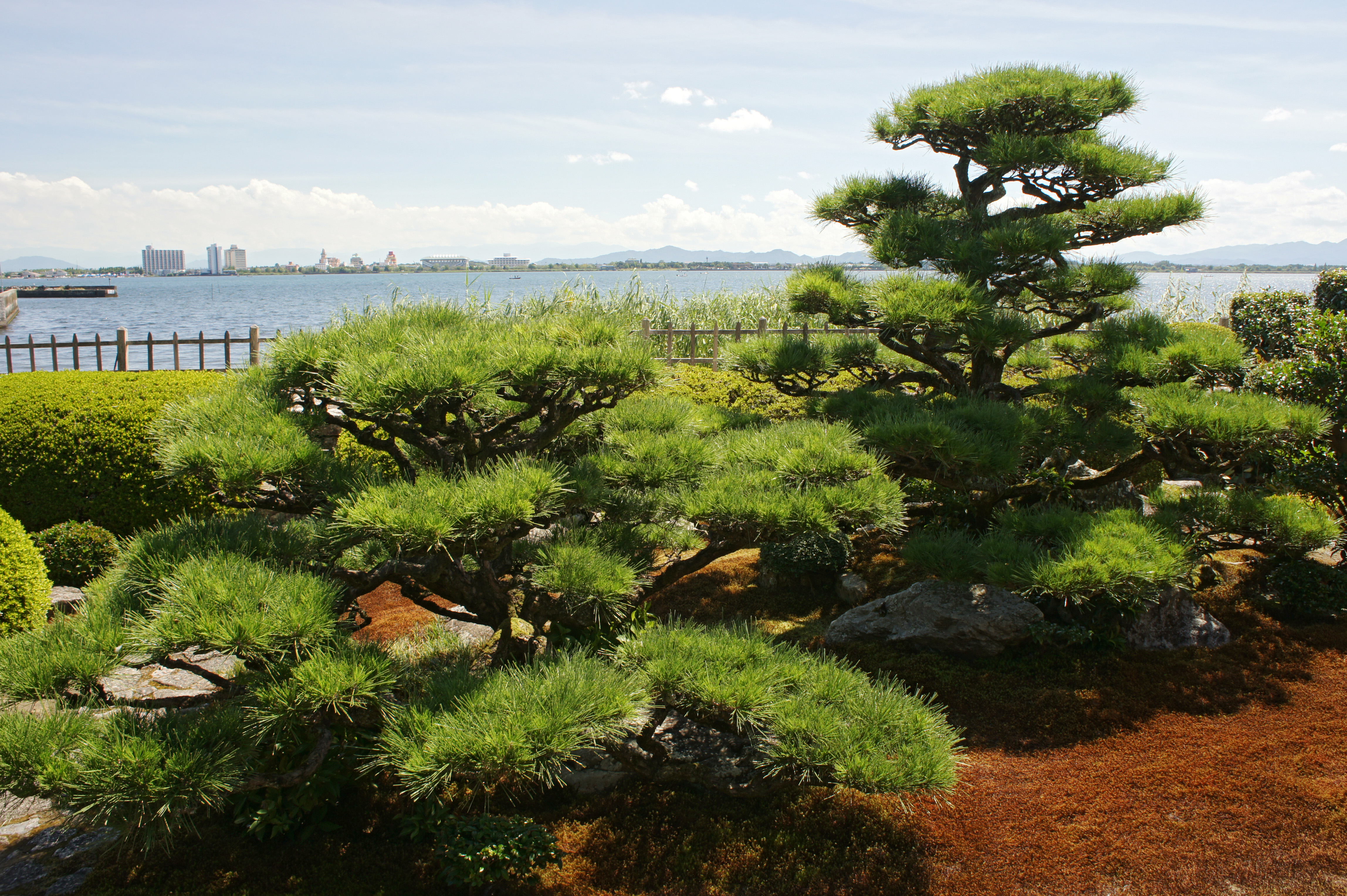
書院東側の庭園。琵琶湖と対岸の山々を借景とする。
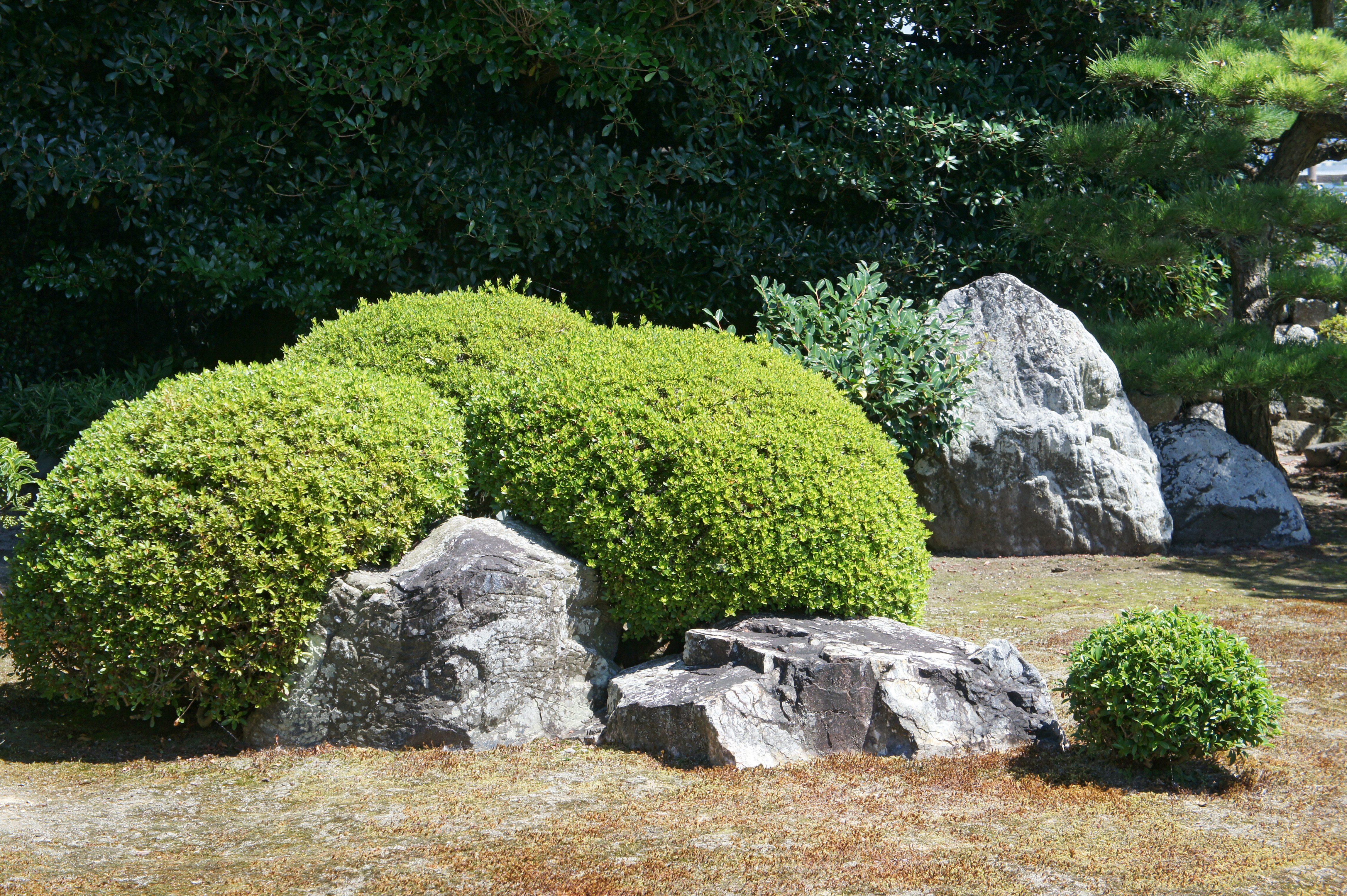
書院北側の枯山水
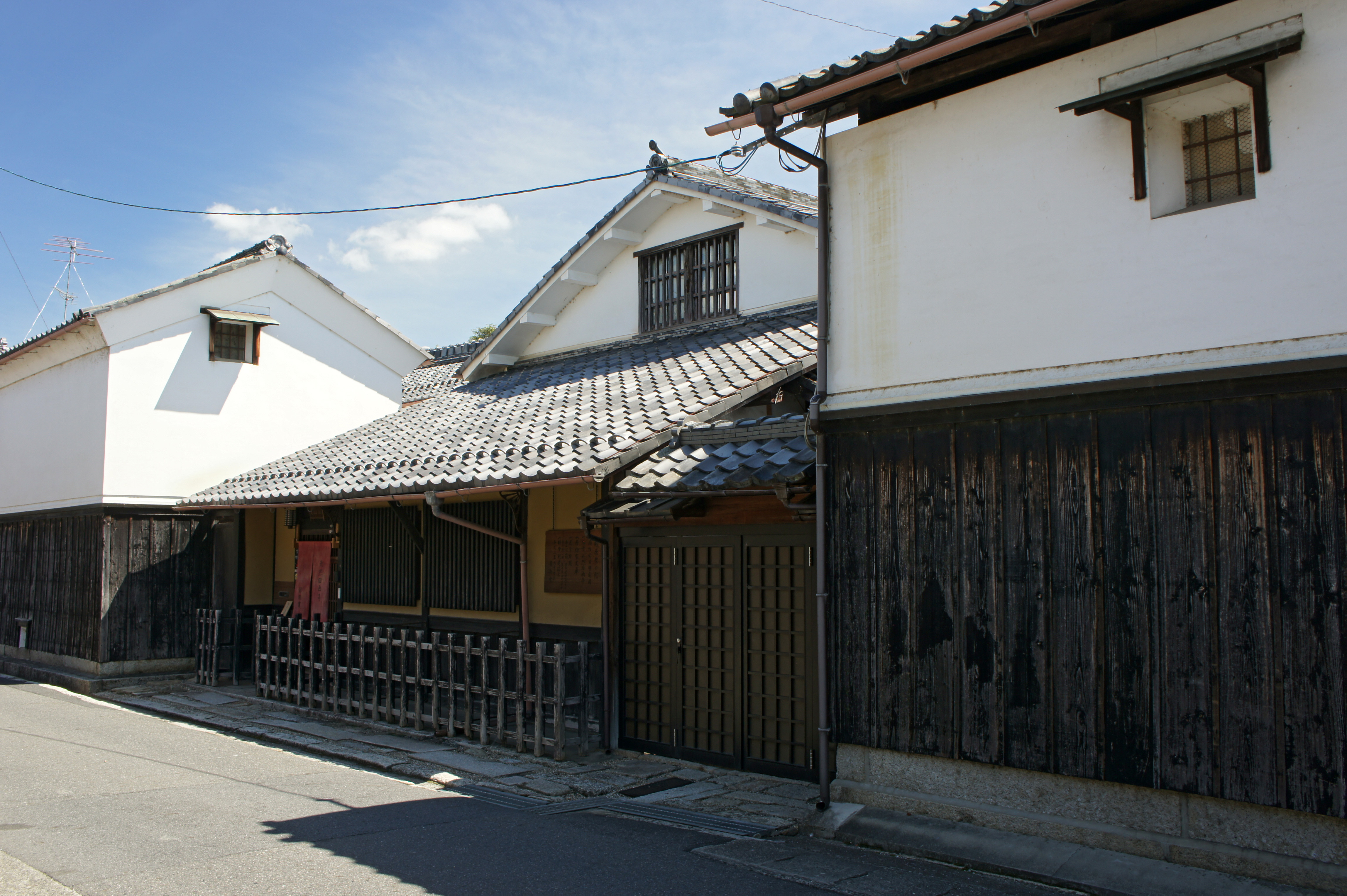
居初家住宅外観。中央が主屋で、出格子の左に入口がある。奥は米蔵、手前は隣家。書院と庭園は主屋の奥にある。
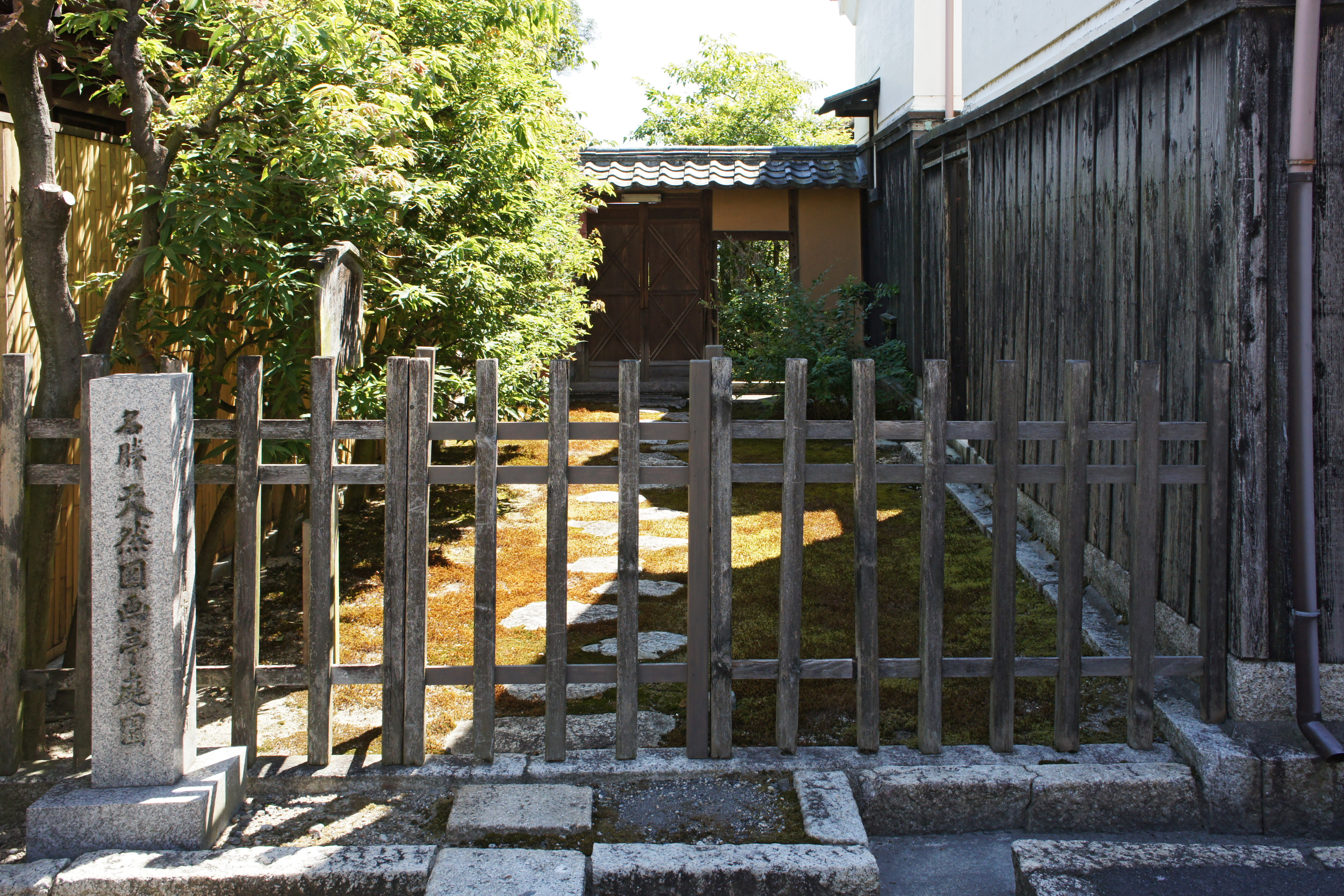
庭園への入口の塀門（右は米蔵、奥は中門）。主屋北側にあるこの入口を入り、延段を進んで中門をくぐると庭園に出る。

## 建築概要
- 設計 - 藤村庸軒、北村幽安
- 築庭年代 - 江戸時代初期（1681年以前）
- 所在地 - 滋賀県大津市本堅田二丁目12-5

## 交通アクセス
- 湖西線 堅田駅 徒歩20分
- 湖西線 堅田駅から江若バスで5分、 「末広町」下車、徒歩3分

## 周辺
- 満月寺の浮御堂
- 光徳寺
- 本福寺
- 祥瑞寺
- 伊豆神社
- 湖族の郷資料館
- 堅田教会
- 出島灯台
- 野神神社、勾当内侍の墓
- 伊豆神田神社